# Bathycuma datum
Bathycuma datum är en kräftdjursart som beskrevs av Francis Day 1975. Bathycuma datum ingår i släktet Bathycuma och familjen Bodotriidae. Inga underarter finns listade i Catalogue of Life.